# Ahmed Rifai
Ahmed Rifai (arabisch أحمد الرفاعي, DMG Aḥmad ar-Rifāʿī; geb. 1118 in Basra; gest. 1182) war ein bedeutender Sufi (islamischer Mystiker) und Gründer des Rifāʿīya-Ordens. Er soll ein Nachkomme des Propheten Mohammed und verwandt mit dem ebenfalls bekannten Sufi Abd al-Qadir al-Dschilani gewesen sein. Ibn Khallikan erwähnt ihn in seinem biographischen Lexikon Wafayāt al-aʿyān als bedeutenden schafiitischen Juristen und großen Sufi-Meister.